# Moniquirá
Moniquirá ist eine Gemeinde (municipio) im Departamento Boyacá in Kolumbien.

## Etymologie
Moniquirá bedeutet "Stadt des Bades" in der Chibcha-Sprache der Muisca (Quira=Stadt).

## Geographie
Moniquirá liegt im Norden von Boyacá in der Provinz Ricaurte, 65 km von Tunja entfernt, und hat eine Durchschnittstemperatur von 19 °C. Die Gemeinde liegt auf etwa 1700 Metern in der boyacensischen Hochebene der kolumbianischen Anden am Río Moniquirá. An die Gemeinde grenzen im Norden San José de Pare, im Osten Togüí, Arcabuco sowie Gámbita im Departamento de Santander, im Süden Gachantivá und Santa Sofía und im Westen Barbosa und Puente Nacional in Santander.

## Demographie
Die Gemeinde Moniquirá hat 21.182 Einwohner, von denen 10.715 im städtischen Teil (cabecera municipal) der Gemeinde leben (Stand: 2019).

## Geschichte
Moniquirá geht auf Siedlungen aus vorkolonialer Zeit zurück. Seit 1556 befindet sich der Ort an der heutigen Stelle. Moniquirá erhielt 1825 den Titel einer Villa Republicana (Republikanische Stadt).

## Wirtschaft
Der wichtigste Wirtschaftszweig von Moniquirá ist die Landwirtschaft. Insbesondere werden Zuckerrohr, Kaffee und Mais angebaut. Zudem werden Panela und Bocadillo (eine Guaven-Süßigkeit) produziert. Außerdem spielt der Tourismus eine gewisse Rolle.

## Tourismus

### Sehenswürdigkeiten
- Die Kirche Basílica Nuestra Señora del Rosario
- Der nahegelegene Fluss Río Suárez
- Der Wasserfall Cascada Real

Zudem befindet sich in Moniquirá der Hotelkomplex Comfaboy.

### Feste und Feierlichkeiten
Im Januar wird das Sommer-Festival (Festival de Verano) mit vielen Events rund um das Thema Wasser und im Juli das Festival de Mararay veranstaltet, das die kulturellen Traditionen und traditionelle Spiele bewahren soll. Zudem wird die Karwoche feierlich begangen.

## Persönlichkeiten
- Jairo Aníbal Niño (1941–2010), Kinder- und Jugendbuchautor und Maler

## Galerie

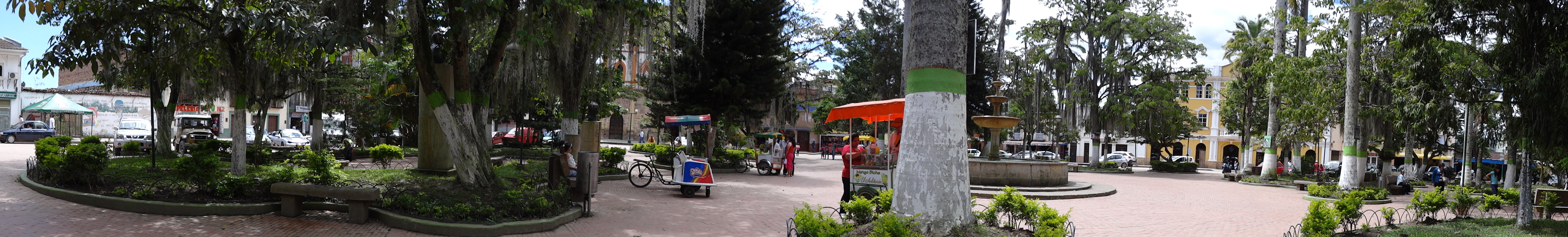
Panorama des Stadtparks

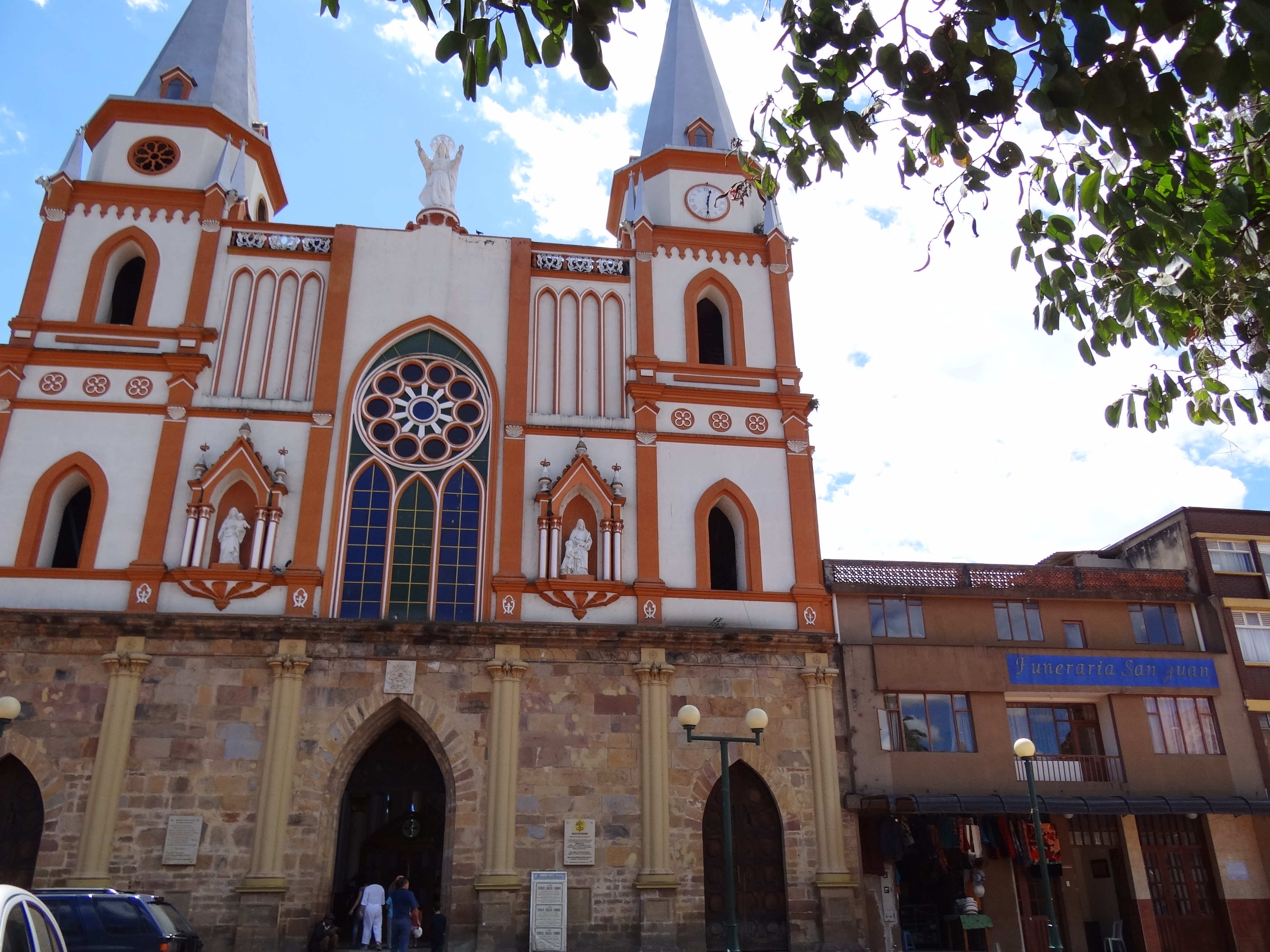
Basílica Nuestra Señora del Rosario
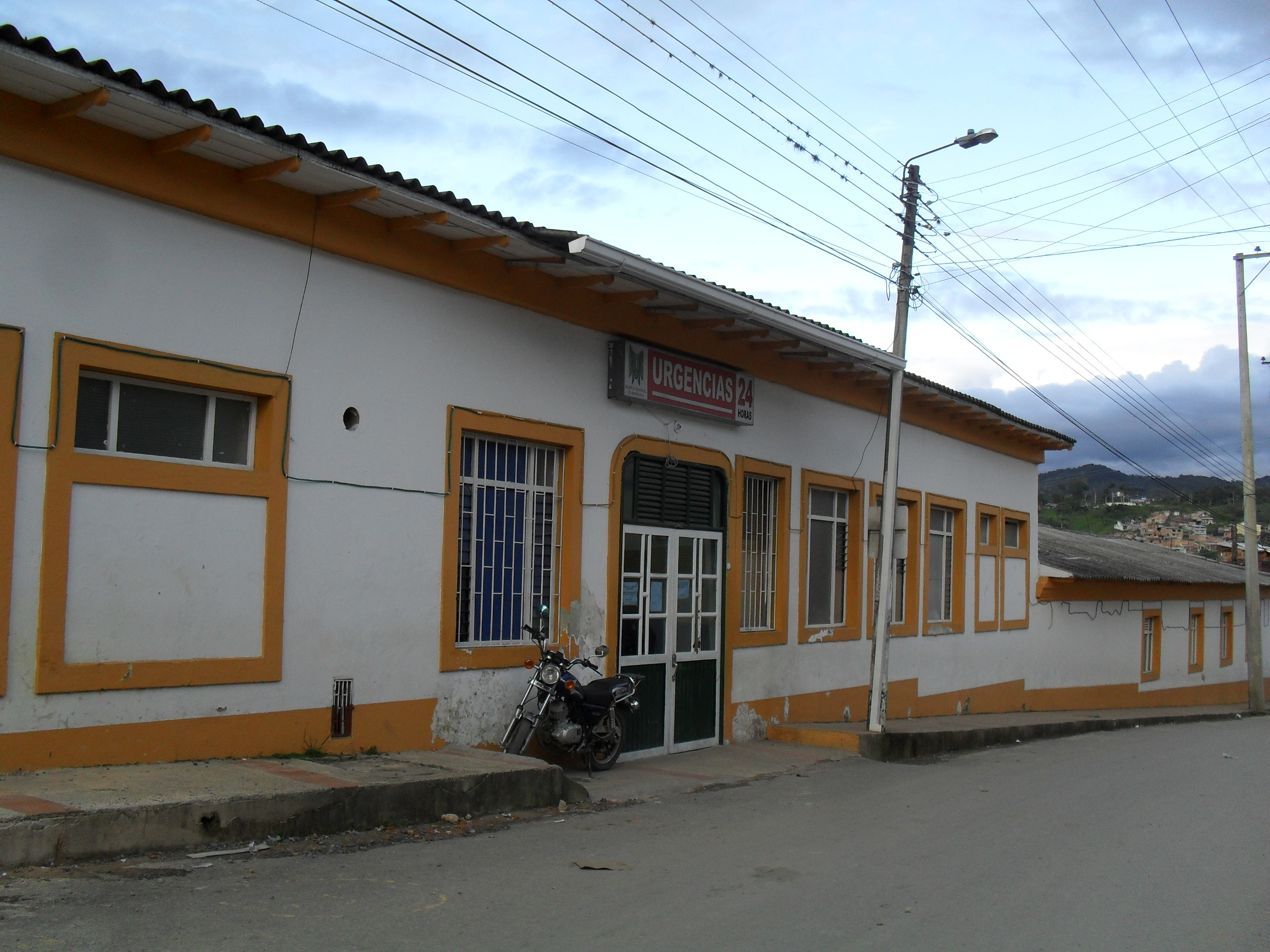
Hospital
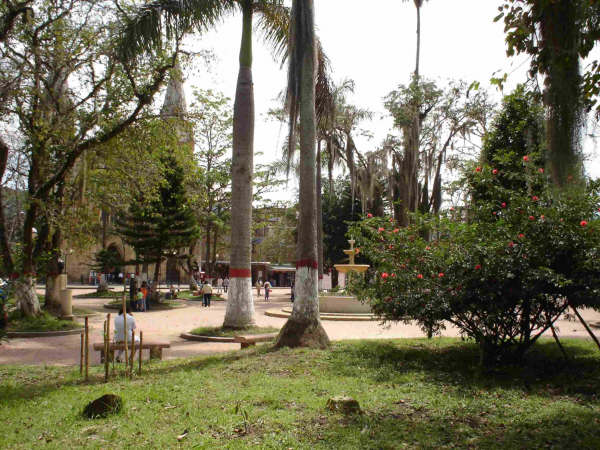
Park Simón Bolívar